# دزدهای خرده‌پا
دزدهای خرده‌پا یا کلاهبرداران کوتاه‌مدت (انگلیسی: Small Time Crooks) یک فیلم کمدی-جنایی به کارگردانی وودی آلن است که در سال ۲۰۰۰ منتشر شد. داتسان فیلم شباهات‌هایی به یک فیلم قدیمی‌تر به کارگردانی لوید بیکن دارد. دزدهای خرده‌پا پرفروش‌ترین فیلم وودی آلن در گیشه آمریکای شمالی مابین انتشار فیلم جنایت و جنحه محصول ۱۹۸۹ و امتیاز نهایی محصول ۲۰۰۵ بود. این فیلم همچنین نقدهای مثبتی در مجموع از سوی منتقدان دریافت کرد.

تریسی آلمن بابت هنرنمایی در این فیلم نامزدِ جایزه گلدن گلوب بهترین بازیگر زن فیلم موزیکال یا کمدی و الین می برندهٔ جایزهٔ «بهترین بازیگر مکمل زن» از سوی «انجمن ملی منتقدان فیلم» شد.

## خلاصه فیلم
ری تبهکاری خرده‌پا قصد دارد به همراه شرکای تبهکار خود یک پیتزافروشی افتتاح کرده و از طریق آن به بانک محل دستبرد بزنند. اما از آنجایی که همسر او پیتزاپز خوبی نبوده اما شیرینی‌های عالی می‌پزد آن‌ها اقدام به‌فروش آن‌ها می‌کنند. اما وقتی آن‌ها در حفر تونل به موفقیت دست پیدا نمی‌کنند، شغل شیرینی‌فروشی آن‌ها پردرآمد می‌شود و…

## بازیگران
- تریسی آلمن
- الین می
- هیو گرانت
- وودی آلن
- مایکل راپاپورت
- جان لاویتس
- الین استریچ
- فرانک وود